# Železniční trať Žabokliky – Březno u Chomutova
Železniční trať Žabokliky – Březno u Chomutova byla jednokolejná hlavní trať, vybudovaná společností Plzeňsko-březenské dráhy jako koncový úsek trati Plzeň – Březno u Chomutova (německy Pilsen–Priesen).

## Historie
Koncese na stavbu trati byla udělena 21. dubna 1870, její součástí byla i stavba odbočky z Žaboklik (Schaboglück) do Žatce (Saaz). Provoz na trati byl zahájen 8. srpna 1873, po necelých šesti letech však byl zastaven a trať byla v roce 1882 snesena. Příčinou ukončení provozu byl velký sesuv půdy dne 30. června 1879, který trať těžce poškodil. Vlaky mezi Plzní a Chomutovem jsou od té doby vedeny přes Žatec.

## Současný stav
Za stanicí Žabokliky je dodnes v terénu patrný vlevo se stáčející násep, v další úseku bylo těleso trati rozoráno. Před bývalou zastávkou Sobiesak (Soběsuky) se zachoval kamenný mostek. Zachovaly se také pilíře bývalého příhradového mostu přes Ohři. Následující část tratě se nachází pod hladinou vodní nádrže Nechranice, vybudované v šedesátých letech dvacátého století. Závěrečný úsek traťového tělesa byl později využit při stavbě vlečky Kadaňsko-tušimické dráhy do tepelných elektráren Tušimice a Prunéřov.